# Grande Prêmio do Brasil de 1991
Resultados do Grande Prêmio do Brasil de Fórmula 1 realizado em Interlagos em 24 de março de 1991. Segunda etapa do campeonato, foi vencido pelo brasileiro Ayrton Senna, da McLaren-Honda, com Riccardo Patrese em segundo pela Williams-Renault e Gerhard Berger em terceiro pela McLaren-Honda. Apesar do resultado, a corrida teve um final dramático pois Ayrton Senna perdeu quase todas as marchas de sua McLaren-Honda e sofreu um desgaste físico acima do normal, fazendo com que ele não conseguisse sair sozinho do carro ao cruzar a linha de chegada. Tais elementos fizeram desta uma das provas mais lembradas na carreira do piloto brasileiro.

## Treinos
As Williams, pilotadas por Nigel Mansell e Riccardo Patrese se mostravam muito rápidas, em grande parte pela potência dos motores Renault, que começavam a despontar como grandes concorrentes dos motores Honda, que equipavam as McLaren. A disputa pela pole position comprovou esse equilíbrio. Senna conseguiu a pole na última volta, marcando 1:16.392, contra 1:16.775 de Patrese, conquistando assim, sua 54ª pole position.

## Corrida
A corrida começou com Senna na liderança e Mansell em segundo, quando este conseguiu a ultrapassagem em Patrese logo após a largada. Senna e Mansell ditavam o ritmo da prova abrindo larga vantagem com relação aos seus adversários. Com esse andamento, os pit stops poderiam fazer a diferença para se conhecer o vencedor da prova. A parada da McLaren foi perfeita, igualmente o da Williams.
Mansell roda na volta 61, o que dá a Senna a vantagem de 40 segundos sobre Patrese, que assumiu a segunda colocação. Neste momento, os problemas mecânicos começaram a aparecer no carro do brasileiro. Primeiro Senna perdeu a quarta marcha, tendo assim, que passar da terceira direto para a quinta. Depois, nenhuma marcha funcionava sem que ele tivesse que segurar a alavanca de marchas para que ela permanecesse engatada. Senna teve que segurar a alavanca de câmbio com a mão direita e pilotar com a esquerda. Nesse ínterim, Mansell, com problemas no câmbio semiautomático, abandonou a prova. Devido ao problema no seu câmbio, a diferença de Senna para Patrese diminuía a cada volta. O brasileiro terminou a corrida só com a sexta marcha funcionando normalmente. A câmera onboard mostra que Ayrton parou de trocar de marcha nas últimas voltas da corrida, evidenciando o fato.
Faltando duas voltas para o final, começou a chover em Interlagos, o que acabou decidindo a corrida. Após cruzar a linha final, Senna permaneceu no carro, sem forças para sair. Quando parou o carro na reta oposta para receber a bandeira do Brasil, o carro não saiu do lugar, mostrando que de fato o carro estava apenas com 1 marcha.
Depois, auxiliado, entrou em um carro da organização e foi para os boxes. No pódio ficou evidente seu esforço para obter a vitória. Ele mal conseguiu levantar a taça, precisando de ajuda para fazê-lo.

## Pós-corrida
Logo após a bandeirada final, a comunicação de rádio da equipe foi aberta na TV, no exato momento em que Ayrton gritava, em parte pela vitória inédita como também pelas dores que sentia devido ao desgaste da corrida. Ainda na pista, em seguida a conquista inédita de Senna, os "fiscais de pista" comemoravam a vitória do brasileiro com pulos e abraços.
Na entrevista, logo após a festa do pódio, Senna explicou o que de fato aconteceu. Relatando com detalhes a perda das marchas e o seu desgaste físico e psicológico.
Logo após o final da corrida, Ayrton retornou a sua mansão na Zona Norte da cidade de São Paulo escoltado por policiais, devido a presença maciça de público em frente a sua residência. Em seguida, já em cima do muro que cerca a mansão, Senna acenou para o público presente.
Dois dias depois, quando os equipamentos chegaram em Woking, sede da McLaren, a equipe abriu o câmbio do carro. Segundo informado por um dos mecânicos “havia anéis sincronizadores quebrados e faltavam dentes nas engrenagens”.

## Classificação da corrida

### Pré-classificação
| Pos. | Nº | Piloto             | Construtor        | Tempo    | Dif.    |
| ---- | -- | ------------------ | ----------------- | -------- | ------- |
| 1    | 22 | J. J. Lehto        | Dallara-Judd      | 1:19.540 | —       |
| 2    | 33 | Andrea de Cesaris  | Jordan-Ford       | 1:20.150 | + 0.610 |
| 3    | 32 | Bertrand Gachot    | Jordan-Ford       | 1:20.184 | + 0.644 |
| 4    | 21 | Emanuele Pirro     | Dallara-Judd      | 1:20.567 | + 1.027 |
| 5    | 35 | Eric van de Poele  | Lambo-Lamborghini | 1:21.919 | + 2.379 |
| 6    | 34 | Nicola Larini      | Lambo-Lamborghini | 1:22.944 | + 3.404 |
| 7    | 31 | Pedro Chaves       | Coloni-Ford       | 1:23.231 | + 3.691 |
| 8    | 14 | Olivier Grouillard | Fondmetal-Ford    | 1:23.951 | + 4.411 |

### Treinos
| Pos.    | Nº | Piloto            | Construtor         | Q1       | Q2       | Dif.    |
| ------- | -- | ----------------- | ------------------ | -------- | -------- | ------- |
| 1       | 1  | Ayrton Senna      | McLaren-Honda      | 1:18.711 | 1:16.392 | —       |
| 2       | 6  | Riccardo Patrese  | Williams-Renault   | 1:22.069 | 1:16.775 | + 0.383 |
| 3       | 5  | Nigel Mansell     | Williams-Renault   | 1:20.056 | 1:16.843 | + 0.451 |
| 4       | 2  | Gerhard Berger    | McLaren-Honda      | 1:19.557 | 1:17.471 | + 1.079 |
| 5       | 28 | Jean Alesi        | Ferrari            | 1:19.350 | 1:17.601 | + 1.209 |
| 6       | 27 | Alain Prost       | Ferrari            | 1:20.079 | 1:17.739 | + 1.347 |
| 7       | 20 | Nelson Piquet     | Benetton-Ford      | 1:20.105 | 1:18.577 | + 2.185 |
| 8       | 15 | Maurício Gugelmin | Leyton House-Ilmor | 1:22.196 | 1:18.664 | + 2.272 |
| 9       | 4  | Stefano Modena    | Tyrrell-Honda      | 1:21.709 | 1:18.847 | + 2.455 |
| 10      | 32 | Bertrand Gachot   | Jordan-Ford        | 1:21.493 | 1:18.882 | + 2.490 |
| 11      | 29 | Eric Bernard      | Lola-Ford          | 1:22.127 | 1:19.291 | + 2.899 |
| 12      | 21 | Emanuele Pirro    | Dallara-Judd       | 1:21.286 | 1:19.305 | + 2.913 |
| 13      | 33 | Andrea de Cesaris | Jordan-Ford        | 1:21.710 | 1:19.339 | + 2.947 |
| 14      | 19 | Roberto Moreno    | Benetton-Ford      | 1:21.266 | 1:19.360 | + 2.968 |
| 15      | 16 | Ivan Capelli      | Leyton House-Ilmor | 1:21.171 | 1:19.517 | + 3.125 |
| 16      | 3  | Satoru Nakajima   | Tyrrell-Honda      | 1:21.825 | 1:19.546 | + 3.154 |
| 17      | 30 | Aguri Suzuki      | Lola-Ford          | 1:22.281 | 1:19.832 | + 3.440 |
| 18      | 25 | Thierry Boutsen   | Ligier-Lamborghini | 1:23.197 | 1:19.868 | + 3.476 |
| 19      | 22 | J. J. Lehto       | Dallara-Judd       | 1:22.243 | 1:19.954 | + 3.562 |
| 20      | 23 | Pierluigi Martini | Minardi-Ferrari    | 1:22.852 | 1:20.175 | + 3.783 |
| 21      | 24 | Gianni Morbidelli | Minardi-Ferrari    | 1:26.147 | 1:20.502 | + 4.110 |
| 22      | 11 | Mika Häkkinen     | Lotus-Judd         | 1:25.587 | 1:20.611 | + 4.219 |
| 23      | 26 | Erik Comas        | Ligier-Lamborghini | 1:22.682 | 1:21.168 | + 4.776 |
| 24      | 17 | Gabriele Tarquini | AGS-Ford           | 1:23.618 | 1:21.219 | + 4.827 |
| 25      | 8  | Mark Blundell     | Brabham-Yamaha     | 1:23.547 | 1:21.230 | + 4.838 |
| 26      | 7  | Martin Brundle    | Brabham-Yamaha     | 1:23.271 | 1:21.280 | + 4.888 |
| 27      | 10 | Alex Caffi        | Footwork-Porsche   | 1:25.555 | 1:22.190 | + 5.798 |
| 28      | 18 | Stefan Johansson  | AGS-Ford           | 1:24.698 | 1:22.432 | + 6.040 |
| 29      | 9  | Michele Alboreto  | Footwork-Porsche   | 1:25.795 | 1:22.739 | + 6.347 |
| 30      | 12 | Julian Bailey     | Lotus-Judd         | 1:24.947 | 1:23.590 | + 7.198 |
| Fontes: |    |                   |                    |          |          |         |

### Corrida
| Pos.    | Nº | Piloto             | Construtor         | Voltas              | Tempo/Diferença        | Grid                | Pontos              |
| ------- | -- | ------------------ | ------------------ | ------------------- | ---------------------- | ------------------- | ------------------- |
| 1       | 1  | Ayrton Senna       | McLaren-Honda      | 71                  | 1:38:28.128            | 1                   | 10                  |
| 2       | 6  | Riccardo Patrese   | Williams-Renault   | 71                  | + 2.991                | 2                   | 6                   |
| 3       | 2  | Gerhard Berger     | McLaren-Honda      | 71                  | + 5.416                | 4                   | 4                   |
| 4       | 27 | Alain Prost        | Ferrari            | 71                  | + 19.369               | 6                   | 3                   |
| 5       | 20 | Nelson Piquet      | Benetton-Ford      | 71                  | + 21.960               | 7                   | 2                   |
| 6       | 28 | Jean Alesi         | Ferrari            | 71                  | + 23.641               | 5                   | 1                   |
| 7       | 19 | Roberto Moreno     | Benetton-Ford      | 70                  | + 1 volta              | 14                  |                     |
| 8       | 24 | Gianni Morbidelli  | Minardi-Ferrari    | 69                  | + 2 voltas             | 21                  |                     |
| 9       | 11 | Mika Häkkinen      | Lotus-Judd         | 68                  | + 3 voltas             | 22                  |                     |
| 10      | 22 | Thierry Boutsen    | Ligier-Lamborghini | 68                  | + 3 voltas             | 18                  |                     |
| 11      | 21 | Emanuele Pirro     | Dallara-Judd       | 68                  | + 3 voltas             | 12                  |                     |
| 12      | 7  | Martin Brundle     | Brabham-Yamaha     | 67                  | + 4 voltas             | 26                  |                     |
| 13      | 32 | Bertrand Gachot    | Jordan-Ford        | 63                  | Sistema de combustível | 10                  |                     |
| Ret     | 5  | Nigel Mansell      | Williams-Renault   | 59                  | Rodada                 | 3                   |                     |
| Ret     | 26 | Erik Comas         | Ligier-Lamborghini | 50                  | Motor                  | 23                  |                     |
| Ret     | 23 | Pierluigi Martini  | Minardi-Ferrari    | 47                  | Rodada                 | 20                  |                     |
| Ret     | 8  | Mark Blundell      | Brabham-Yamaha     | 34                  | Motor                  | 25                  |                     |
| Ret     | 29 | Eric Bernard       | Lola-Ford          | 33                  | Radiador               | 11                  |                     |
| Ret     | 22 | J. J. Lehto        | Dallara-Judd       | 22                  | Pane elétrica          | 19                  |                     |
| Ret     | 33 | Andrea de Cesaris  | Jordan-Ford        | 20                  | Motor                  | 13                  |                     |
| Ret     | 4  | Stefano Modena     | Tyrrell-Honda      | 19                  | Câmbio                 | 9                   |                     |
| Ret     | 16 | Ivan Capelli       | Leyton House-Ilmor | 16                  | Transmissão            | 15                  |                     |
| Ret     | 3  | Satoru Nakajima    | Tyrrell-Honda      | 12                  | Rodada                 | 16                  |                     |
| Ret     | 15 | Maurício Gugelmin  | Leyton House-Ilmor | 9                   | Cansaço físico         | 8                   |                     |
| Ret     | 17 | Gabriele Tarquini  | AGS-Ford           | 0                   | Suspensão              | 24                  |                     |
| Ret     | 30 | Aguri Suzuki       | Lola-Ford          | 0                   | Bomba de combustível   | 17                  |                     |
| DNQ     | 10 | Alex Caffi         | Footwork-Porsche   | Não qualificado     | Não qualificado        | Não qualificado     | Não qualificado     |
| DNQ     | 18 | Stefan Johansson   | AGS-Ford           | Não qualificado     | Não qualificado        | Não qualificado     | Não qualificado     |
| DNQ     | 9  | Michele Alboreto   | Footwork-Porsche   | Não qualificado     | Não qualificado        | Não qualificado     | Não qualificado     |
| DNQ     | 12 | Julian Bailey      | Lotus-Judd         | Não qualificado     | Não qualificado        | Não qualificado     | Não qualificado     |
| DNPQ    | 35 | Eric van de Poele  | Lambo-Lamborghini  | Não pré-qualificado | Não pré-qualificado    | Não pré-qualificado | Não pré-qualificado |
| DNPQ    | 34 | Nicola Larini      | Lambo-Lamborghini  | Não pré-qualificado | Não pré-qualificado    | Não pré-qualificado | Não pré-qualificado |
| DNPQ    | 31 | Pedro Chaves       | Coloni-Ford        | Não pré-qualificado | Não pré-qualificado    | Não pré-qualificado | Não pré-qualificado |
| DNPQ    | 14 | Olivier Grouillard | Fondmetal-Ford     | Não pré-qualificado | Não pré-qualificado    | Não pré-qualificado | Não pré-qualificado |
| Fontes: |    |                    |                    |                     |                        |                     |                     |

## Tabela do campeonato após a corrida
| Pos.    | Piloto           | Pontos |
| ------- | ---------------- | ------ |
| 1       | Ayrton Senna     | 20     |
| 2       | Alain Prost      | 9      |
| 3       | Riccardo Patrese | 6      |
| 4       | Nelson Piquet    | 6      |
| 5       | Gerhard Berger   | 4      |
| Fontes: |                  |        |

| Pos.    | Construtor       | Pontos |
| ------- | ---------------- | ------ |
| 1       | McLaren-Honda    | 24     |
| 2       | Ferrari          | 10     |
| 3       | Williams-Renault | 6      |
| 4       | Benetton-Ford    | 6      |
| 5       | Tyrrell-Honda    | 5      |
| Fontes: |                  |        |

- Nota: Somente as primeiras cinco posições estão listadas.